# Jiří Kyncl
Jiří Kyncl (Polička, 3 november 1962 – 31 januari 2022) was een Tsjechische langebaanschaatser. Anno november 2008 staat hij in de Adelskalender op een 753e positie.
Kyncl kwam tot 1993 uit namens Tsjecho-Slowakije. Zijn laatste twee jaar als langebaanschaatser deed hij dit namens Tsjechië. Op 15 februari 1987 tijdens het WK Allround in Heerenveen de 1500 meter tegen Hans van Helden die in de eindrankschikking net boven hem eindigde. In de aanloop naar de Olympische Winterspelen van 1988 werd de toen 26-jarige Kyncl door Petr Novák gecoacht en eindigde daar op 21 februari 1988 als 16e in de eindrangschikking op de tien kilometer. Op het EK Allround van 1990 behaalde Kyncl zijn beste prestatie: hij werd 23e.

## Persoonlijke records
| Afstand      | Tijd     | Datum            | Baan       |
| ------------ | -------- | ---------------- | ---------- |
| 500 meter    | 40,00    | 22 januari 1993  | Heerenveen |
| 1000 meter   | 1.19,62  | 23 januari 1994  | Collalbo   |
| 1500 meter   | 1.57,78  | 22 maart 1992    | Calgary    |
| 3000 meter   | 4.10,07  | 8 maart 1992     | Inzell     |
| 5000 meter   | 6.59,82  | 17 februari 1988 | Calgary    |
| 10.000 meter | 14.27,32 | 21 februari 1988 | Calgary    |